# 阿勒颇国家博物馆
阿勒颇国家博物馆是叙利亚阿勒颇的国立考古博物馆。

## 历史
1931年，一个小型奥斯曼建筑转变为了这家博物馆。2012年，该博物馆遭遇到破坏。2019年，该博物馆修复后重新开放。2021至2022年，该博物馆在金沙遗址博物馆举行特展。2022年，该博物馆举行阿曼之光展览。2023年，阿勒颇遭遇地震，地震前博物馆文物曾在深圳特展。2024年1月，阿勒颇博物馆在嘉兴博物馆举行特展。2024年5月18日和叙利亚其他多家博物馆在南宁市博物馆，南京城墙博物馆举行特展。

## 图片

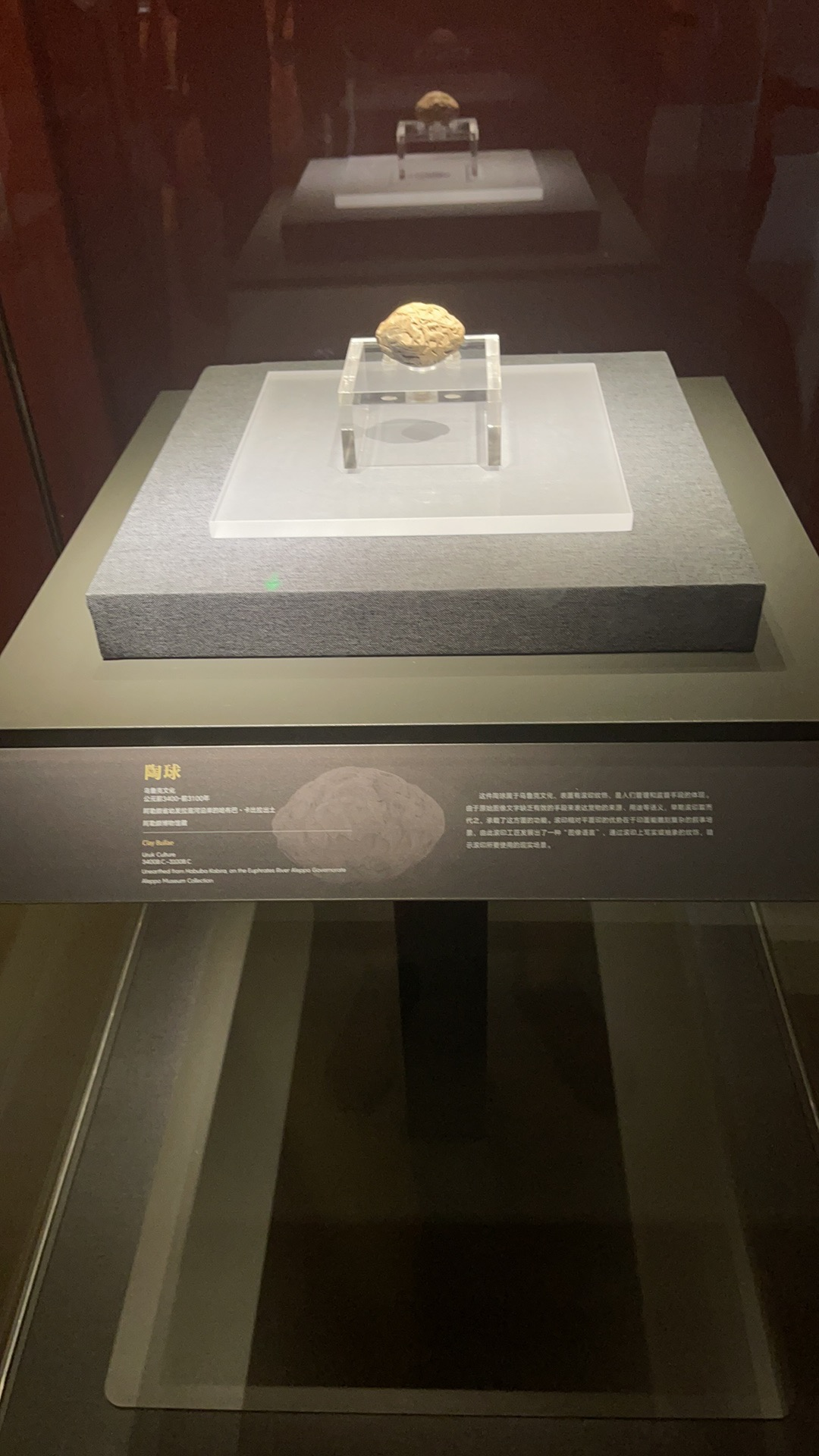
陶球
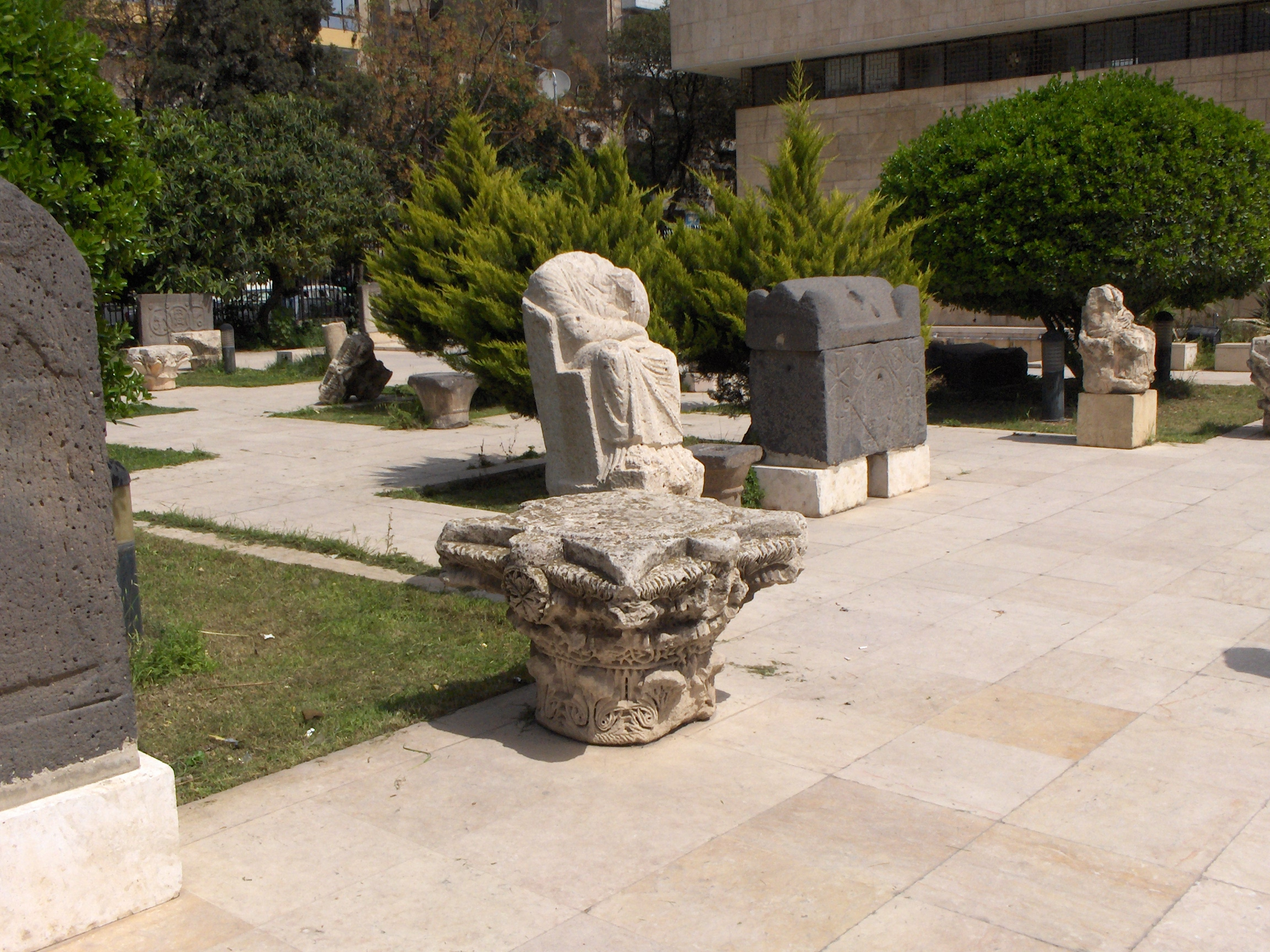
庭院中的雕像
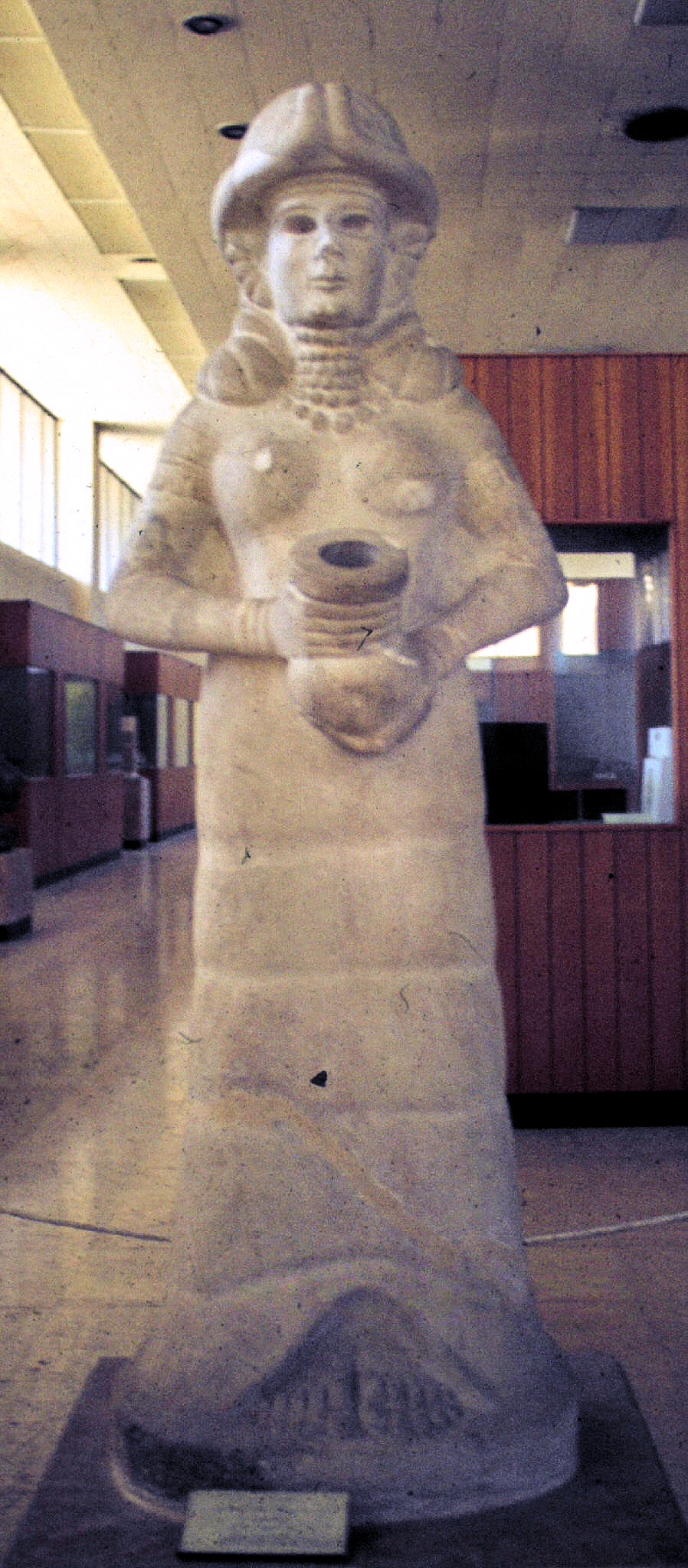
马里雕像
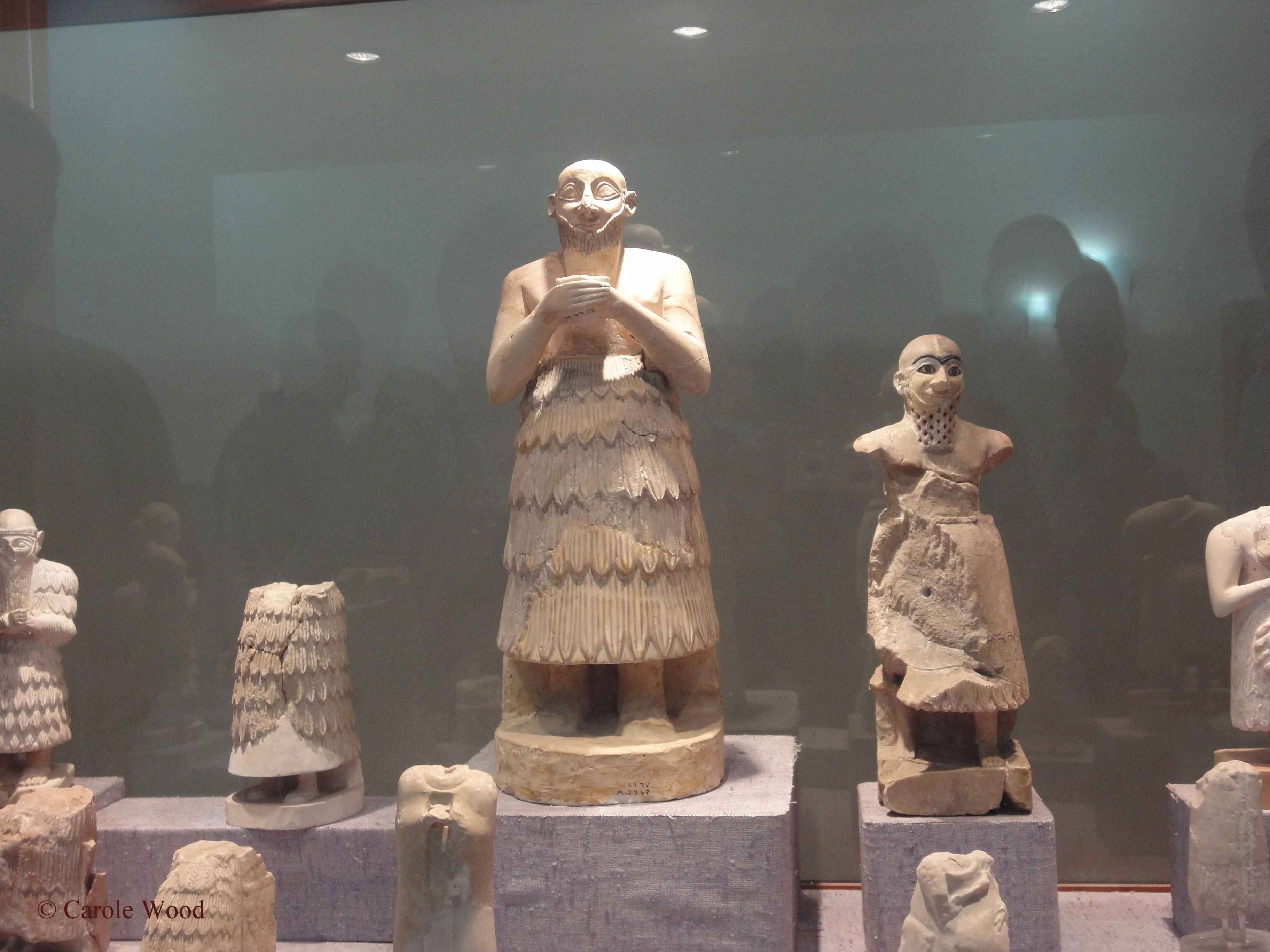
马里雕像
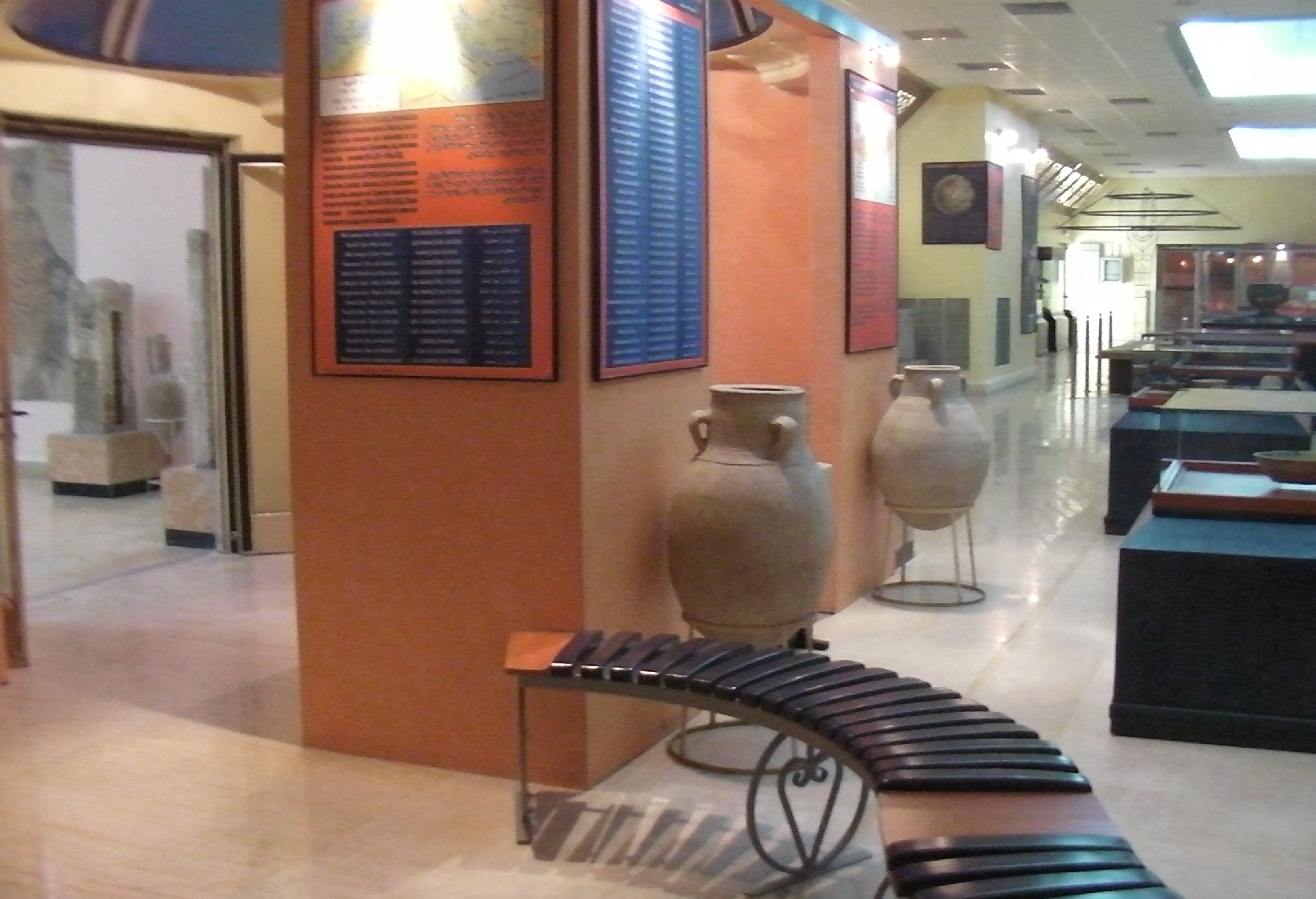
博物馆内
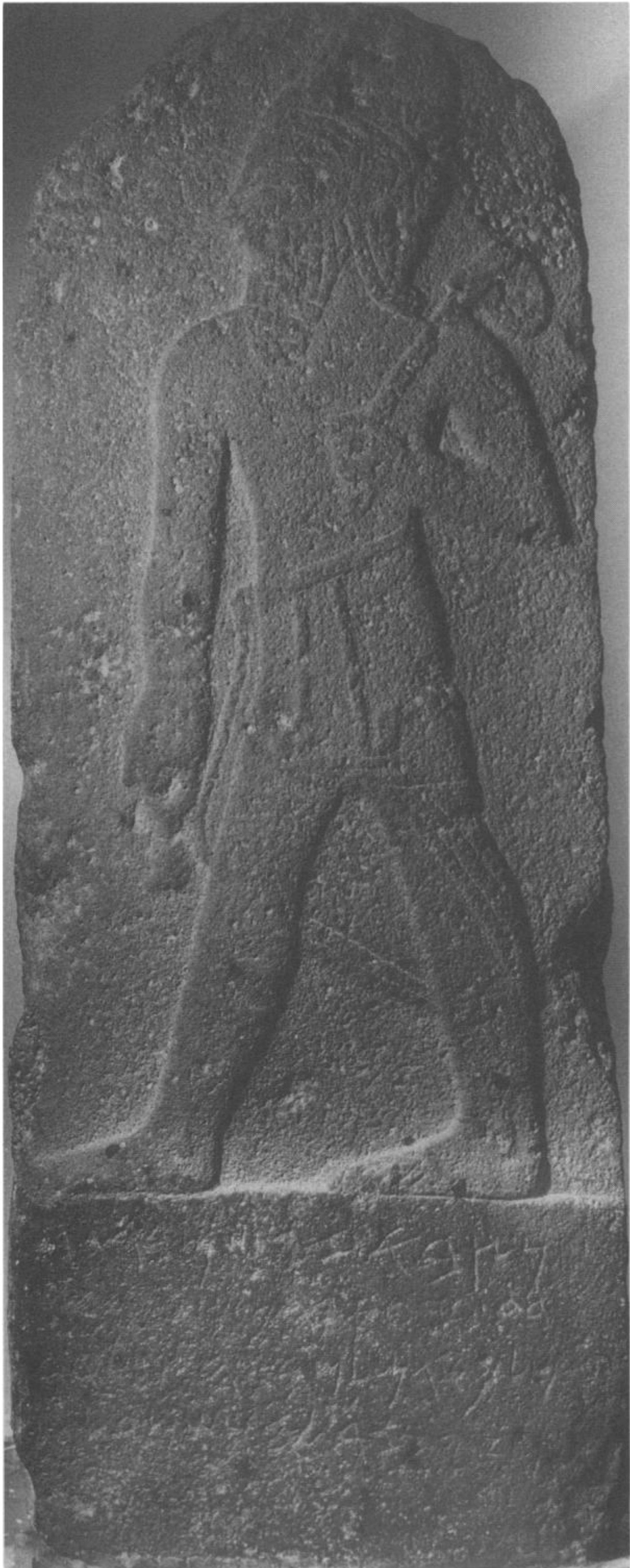
麦卡特石碑